# Drapetis longicalcaris
Drapetis longicalcaris är en tvåvingeart som beskrevs av Saigusa 1965. Drapetis longicalcaris ingår i släktet Drapetis och familjen puckeldansflugor.
Artens utbredningsområde är Taiwan. Inga underarter finns listade i Catalogue of Life.